# Namče Barva
Namče Barva je 7.782 m visoka gora v vzhodni Himalaji in je tudi najbolj vzhodna gora nad 7.600 m na svetu. Med letoma 1976 in 1992 je bila ta gora najvišja nepreplezana gora na svetu.
Severno in vzhodno pod Namče Barvo poteka kanjon reke Yarlung Tsangpo in ki je z 241 km najdaljši ter s 4500 m najgloblji na svetu (je skoraj trikrat globlji kot Veliki kanjon). Kanjon reke Yarlung Tsangpo je tako neprehoden, da do leta 1913 niso vedeli, da sta zgornji tok reke Tsangpo in spodnji tok reke Brahmaputra ista reka.